# エルファリア
『エルファリア』 (ELFARIA) は、1993年1月3日にハドソンから発売されたスーパーファミコン用のロールプレイングゲームである。製作には、レッドカンパニー（現：レッド・エンタテインメント）も携わっている。
続編として、当作品の100年後の世界を描いた『エルファリアII ザ・クエスト・オブ・ザ・メルド』（1995年）が発売されている。
シナリオはPCエンジン CD-ROM2用ソフト『天外魔境 ZIRIA』を手掛けたあだちひろしが、楽曲は三枝成彰が担当している。

## 概要
「モンスターを倒してレベルを上げる」「モンスターを倒してお金を稼ぎ、そのお金でアイテムを買う」などといった当時の一般的なRPGのシステムを完全に排除しており、またプレイヤーキャラクターが16人も登場するなど、当時としてはかなり奇抜な内容になっている。キャラクターデザインは松下進、音楽は三枝成彰が担当している。

## ゲーム内容

### システム
- 魔物によって占領された町村や砦（以下、引っ括めて「町」と表記）へ向かい、魔物の隊長（ボス）を倒すことで町を解放していく。基本的にはこの流れを延々と繰り返すことになる。
  - RPGとしては珍しく、魔物は基本的に町の中で出現し、町の中で休んで回復することはできない。町の外に出るとHPとMPが全回復する。
- 戦闘も特殊で、プレイヤーのできる行動は「使用する魔法を選ぶ」「戦闘から逃げる」だけ。あとは傍観しているだけで自動で戦闘が進んでいく。
  - 使用する魔法の選択肢に回復魔法が無いが、魔法OFF以外を選んでいれば、味方のHPが半分未満になって次に僧侶の行動順が回ってきた時に自動で回復魔法を使う。
  - 回復魔法やステータス変化魔法は単体対象だが、誰に向けるかを選ぶこともできない。
- "経験値"、"お金"の概念も完全に排除されている。"レベル"の概念はあるが、"経験値"の概念がないため通常の戦闘でレベルが上がることはなく、町を解放した時に全員のレベルが上がるようになっている。"お金"の概念がないため店も存在せず、アイテムの売買もできない。
  - 戦闘で入手できるのはドロップアイテムのみ（章と場所ごとにアイテムの質に上限あり）。通常の戦闘は、基本的にアイテムを集めることが目的となる。
  - 一応、「戦闘の慣れ」という概念があり、同じ町で勝利を重ねると徐々に与ダメージが上がっていく。しかし、町のボスを倒すとリセットされる。
  - 上記の理由の関係上、戦闘の慣れ以外のパーティ、およびキャラクターの強さに関しては各章ごとに上限が設けられていることになる。
- パーティーは水・火・土・風の4つがあり、それぞれに4人のキャラクターが属している。パーティーは必ず戦士2人、僧侶1人、魔法使い1人の構成になっており、パーティー間でキャラクターを入れ替えることはできない。また、敵キャラクターには大まかに分けてテンマ、チマ、ジンマの3種類がいる。
  - こちらのパーティーの属性と、敵の種類の間には相性がある（詳細は用語と16人の勇者たちを参照）。
- 解放済みの町の隣にチマが占領している町がある場合、そこから解放済みの町へ向けて侵攻してくることがあるので、防衛する必要がある。基本的に侵攻してくるのはそれまでに倒したことがあるチマのボスだが、戦ったことのない格上のボスが侵攻してくる場所も稀にある。侵攻の途上、または侵攻先の町での防衛戦でチマボスを撃退することができれば問題ないが、防衛戦に全員が負けたり、侵攻先の町に誰もいなかったりすると、町はそのチマボスに占領されてしまう（これを「再占領」と呼ぶ）。
  - 再占領されると、その町で上がった分のレベルが下がる。

### メルドシステム
このゲームのシステムの最大の目玉として、メルドシステムが挙げられる。これは他のRPGでいう装備のようなもので、1人につき最大5個のアイテムをメルド（装備）することで、アイテムの種類毎に設定されたステータスアップ効果を得ることができる。
- 一度決定したメルドをキャンセルすることはできず、メルドした物を外してアイテム欄に戻すこともできない。
  - 他のアイテムによる上書きメルドはできる。上書きされた物は消滅する。
    - 終盤に登場する強力なアイテムには、一度メルドすると上書きもできず、絶対に消せなくなる物もごく一部存在する。

  - 今メルドしている物より強いアイテムが手に入ったら積極的に上書きメルドしていき、16人のキャラクターを強化していくのが基本である。
- 基本的なメルドアイテムとして、攻撃力だけを上昇させる「ソード」、防御力だけを上昇させる「メイル」、魔力だけを上昇させる「ロッド」が存在し、それぞれ名前の後ろに数値がつく。数値が高いほど能力上昇幅も大きい。
  - ソード系のアイテムについては、剣以外の武器を使用するキャラクターもメルド可能で、攻撃力も問題なくアップする。しかし逆は不可能で、例えば槍(スピア)系のアイテムは、他の武器を使用するキャラクターにはメルドできない。
- 基本的なメルドアイテム以外にも様々なアイテムが登場するが、ほとんどがメルド可能で、薬草でも本でも食材でも何でもメルドできる。
  - 様々な植物系アイテムが存在するが回復用として使えるものは1種類だけ、食材系のアイテムも存在するが料理システムはない。本作のアイテムは、ごく一部を除いてメルドのためだけに存在する。
  - ごく一部の重要アイテムはメルドできない。また特定のキャラクターにしかメルドできない、キャラクター専用のメルドアイテムもある。
- メルドするアイテムの組み合わせも自由であるため、ソード5個、メイル5個といった極端なメルドをすることも可能である。
  - 特定のアイテムを同時に組み合わせてメルドすることで、特殊能力を得ることができる。特殊能力は、攻撃の際に敵を何らかのステータス異常に陥らせる効果がある。
  - どの特殊能力も「際立って効きやすい敵」が存在する。そのような敵は、特殊能力がないと撃破困難なことが多い。

## 設定

### 用語
水の国カナーナ
主要国家のひとつで、大陸の西側に位置する。主城は領土北東端にある「カナの城」で、領土内に村5つ、町1つ、砦1つ、自然ダンジョン2つがある。聖地は領土北西側の「ハンブ村」。現在はムーラニア帝国の支配下にある。総大将はテンマだが、その割にテンマの配置数が少ない。
土の国フォレスチナ
主要国家のひとつで、カナーナの東に位置する。主城は領土東端にある「フォーレス城」で、領土内に村4つ、町3つ、砦1つ、自然ダンジョン1つがある。聖地はスタート地点すぐ隣の「プラム村」。現在はムーラニア帝国の支配下にある。同じ種類の魔物が複数固まって配置されている特徴がある。
風の国エルファリア
主要国家のひとつで、フォレスチナの北東に位置する。ムーラニアでクーデターが起こった際、エルファリアはムーラニアを救おうとするも、クーデター勢力に敗れ、完全に占領されてしまった。領土北端にはかつての主城「エルファス城」があるが、現在はムーラニア帝国の主城となってしまっている。聖地は領土南側の「ローズ町」。
ムーラニア帝国
エルファリアの東に位置する。かつては「火の国ムーラニア」と呼ばれる小さな王国だったが、当時将軍だったシーラルがクーデターを起こし皇帝に君臨、巨大な軍事国家へと生まれ変わった。魔物を生み出す力によりエルファリアを制圧するだけでなく、フォレスチナ、カナーナにも侵略の手を伸ばし、大陸のほぼ全てを支配した。
旧エルファリア領を含め、領土内にはエルファス城の他に村4つ、町4つ、砦1つ、自然ダンジョン1つが存在する。聖地は領土北東側の「ダゴン村」。旧首都は「ムーライン」。
ラ
この世界に満ちているという力。生命力や魔力の根源であり、「ラの泉」と呼ばれる施設でそれを集め利用している。
グリフ
竜に角が生えたような奇妙な姿をした生物。語尾に「グリグリ」とつける。非常に珍しい。
テンマ（天魔）
天のラを元とした魔物。鳥や精霊、虫を象ったものが多い。
鳥は機敏で、精霊は攻撃力、虫は防御力が高いものが多い。風を操りウィンドの魔法を使う。これが効いてしまうと麻痺の追加効果があり、こちらは長時間動けなくなる。章の最初に待ち構えていることが多い。
ファイアの魔法をはじめとした火の力や、スピアやアーマーをメルドした攻撃が弱点。サンダーとウィンドの魔法は効きにくい。
チマ（地魔）
地のラを元とした魔物。ゾンビやグールといった死体の他、魔法使いや巨人などファンタジーに登場する怪物のようなものが多い。
機敏さに欠けるものが多いが、HPが高く、中には極端に高い攻撃力や魔力を持つ魔物もいる。氷を操りアイスの魔法を使う。これが効いてしまうとフリーズの追加効果があり、こちらの行動が1回休みになる。再占領の能力を持っている（詳細は上記システムの項目を参照）。
サンダーの魔法をはじめとした雷の力や、アックスやシールドをメルドした攻撃が弱点。ファイアとアイスの魔法は効きにくい。
ジンマ（人魔）
人の祈りから生まれた魔物。その名の通り人間の形をしているものが多いが、中には人形や獣人などの姿をしているものもいる。また、ボスは全て鎧を着た戦士の姿をしている。
総合的な能力に優れ、火を操りファイアの魔法を使うものと、雷を操りサンダーの魔法を使うものがいる。どちらの魔法も追加効果は無いが、弱点を突かれると被ダメージが大きくなる。
ファイアを使うものはアイスが弱点で、ファイアとウィンドが効きにくい。サンダーを使うものはウィンドが弱点で、アイスとサンダーが効きにくい。
種別なし（自然系）の魔物
魔物には、上記3種類のどれにも属さないものもいる。主に自然ダンジョンに出現する、自然系の魔物が該当する。特に弱点も効きにくい魔法も存在せず、使ってくる攻撃魔法も魔物毎に異なり共通性が見られない。

## 登場キャラクター

### 16人の勇者たち

#### 水のパーティー
主人公パインとその身辺の人々を中心とする。戦士系キャラクターの武器は剣。ファイアとアイスに強く、サンダーに弱い。
パイン
主人公で、水のパーティーのリーダー。戦士系キャラクター。水の国カナーナ・ロマの村で住む青年だが、突如現れたエルフの少女・エルルの導きによって旅に出ることを決意する。
ウッパラー
魔法使い系キャラクター。ロマの村に住む学者。なぜか常に上半身裸で、何かある度によく踊る。敵の行動を1回休みにする氷の攻撃魔法アイスと、敵の攻撃力を下げるダウンの魔法を使う。
ラゼル
僧侶系キャラクター。ロマの村に住む少女。ウッパラーの孫娘。パインのことが好きらしく、エルルに対してヤキモチを妬くことがよくある。回復魔法ヒールと、味方の運を上げるラックの魔法を使う。
ジーン
戦士系キャラクター。水の王国カナーナの兵士で、カナーナの城が占領された際パインに助けを求めにやってくる。

#### 火のパーティー
フォレスチナに仕える騎士たちと、水の聖地の巫女ファーミアのパーティー。なお、火の国ムーラニア出身の者は1人もいない。戦士系キャラクターの武器は槍（スピア）。ファイアとウィンドに強く、アイスに弱い。
アルディス
火のパーティーのリーダー。戦士系キャラクター。土の国フォレスチナに仕えていたが、魔物の侵攻によって傷を負い、カナーナまで逃げてきた。
ジェニス
戦士系キャラクター。アルディスと共にフォレスチナに仕えていた。アルディスのことが好き。
ファーミア
僧侶系キャラクター。かつては水の聖地の巫女だった。回復魔法ヒールと、味方の守りを上げるガードの魔法を使う。
アーバルス
魔法使い系キャラクター。フォレスチナ王に仕えていた。弱点を突くと威力が増す火の攻撃魔法ファイアと、敵の機敏さを下げるスロウの魔法を使う。

#### 土のパーティー
ベリー村で用心棒とも盗賊行為ともつかない行動をしている。フォレスチナ人が多い。戦士系キャラクターの武器は斧（アックス）。アイスとサンダーに強く、ウィンドに弱い。
カーラモン
土のパーティーのリーダー。僧侶系キャラクター。エルファリア出身だが、帝国による侵攻の際にフォレスチナへ逃げてきた。父親と恐ろしいくらいによく似ている。回復魔法ヒールと、味方の機敏さを上げるクイックの魔法を使う。
イラナ
戦士系キャラクター。カーラモンと共に盗賊行為を行っていた。カーラモンに好意を持たれている。
ゼク
戦士系キャラクター。カーラモンと共に盗賊行為を行っていた。よく「むん！」と言って気合を入れている。
ガウド
魔法使い系キャラクター。カーラモンと共に盗賊行為を行っていた。弱点を突くと威力が増す雷の攻撃魔法サンダーと、敵の守りを下げるヌードの魔法を使う。

#### 風のパーティー
サーカス団「風の唄」の人々。ムーラニアに対する抵抗軍でもある。戦士系キャラクターの武器は剣。サンダーとウィンドに強く、ファイアに弱い。
シーナ
風のパーティーのリーダー。魔法使い系キャラクター。ワイル・トリアスと共に抵抗軍の主力メンバーでもある。かつて勇者のせいで親が魔物に連れさられた経験があり、そのために初めはパインたちをあまり信用していなかったが、後にその真相を知ることになる。敵を麻痺させて長時間動けなくする風の攻撃魔法ウィンドと、敵の運を下げるカースの魔法を使う。
ワイル
戦士系キャラクター。エルファリア唯一のアウトローヒーロー。元盗賊。
パピ
僧侶系キャラクター。グリフと呼ばれる奇妙な姿をした生物の生き残りで、序盤はエルルと行動を共にしていた。実は終盤にかなり重要な役割を担うキャラクターでもある。回復魔法ヒールと、味方の攻撃力を上げるアタックの魔法を使う。続編である『エルファリアII』にて、16人の勇者の中で唯一生きている状態で登場する。
トリアス
戦士系キャラクター。フォレスチナ王に仕えていた剣士。アルディスとは戦友。

### 敵キャラクター
ヨピナス
肩書きは「天魔僧正」。肩書きどおりテンマの魔物。水の国カナーナを占領している魔物たちの総大将。かつて魔物を作りだす神官だったが、仕事をさぼっている所をダルカンに見つかりテンマにされた。
アグ・ウー
肩書きは「地魔導師」。肩書きどおりチマの魔物。土の国フォレスチナを占領している魔物たちの総大将。自在に姿を変えることができ、パインに化けて各地で勇者を騙っていた。
ダルカン
肩書きは「人魔宰相」。肩書きとは違いジンマではなく、種別なし。元々は風の国エルファリアの将軍だったが、エルファリアを裏切って、シーラルらクーデター勢力に寝返った。現在はシーラルの配下で、ムーラニア帝国軍のトップの地位にある。しかしシーラルに忠誠を誓ったわけではなく、自らが皇帝になり変わろうという野心を持っている。
シーラル
元々は火の国ムーラニアの将軍だったが、クーデターを起こしてムーラニア王家を滅ぼし、ムーラニア帝国の皇帝となった男。
ゾーラ
ムーラニアの宮廷魔術師。魔物関係の研究をして、魔物を生み出す手法を会得し、それを実行した人物。各地で魔物の配置などの任に当たっていたが、ダルカンやシーラルからは見下されており、馬鹿にされることが多い。地位の高いものにはへつらうが、低いものには高圧的な態度を取るため、部下からは煙たがられている。かつてムーラニア王女だったリシアに恋心を抱いていたが、リシアはエルファリアの王ジョゼルと結婚してしまい、失恋した。今でもリシアを想い続け、各地にリシアの像を建てている。

### その他のキャラクター
エルル
ロマの村で突如パインの前に現れたエルフの少女。16人の勇者を導き、世界を破滅から救おうとしている。
エルフの長老
エルフの長で、世界を救うためにエルルを遣わせた。
カナーナ王
水の国カナーナの国王。いつも寝てばかりいる。
ジョゼル
エルファリアの国王だった人物。ムーラニア帝国が侵攻して来た際に捕えられ、その後決闘という名目で処刑された。
リシア
ムーラニアから嫁いだエルファリアの王妃。エルファリア滅亡後に行方不明になっている。
フェル
帝国に反抗する抵抗軍のリーダー。かつてジョゼル王に命を救われたことがあり、恩義を感じている。
トート博士
レイの村の学者。ウッパラーの師でもある。
メギトス博士
レイの村の学者。トート博士の友人。
マリオン
メギトス博士の弟子。
イゾルデ
リシアの侍女を務めていた女性。
エルザード
かつて5つ目の力を求め、世界を滅ぼしたエルフの王。

## スタッフ
- ストーリー：あだちひろし
- ディレクション、プログラム：桶谷正剛
- キャラクター・デザイン：松下進、J.TSUJI
- ゲーム・デザイン：BOO.UEDA（上田和敏）、寺岡大介、宮城拳、刈部雅章
- グラフィック・デザイン：J.TSUJI、中村純、M.KAKIZAKI、おかもとたけし
- 音楽：三枝成彰、T'S MUSIC、滝本利昭
- スペシャル・サンクス：小崎整、植山幹郎、Y.TAKAHASHI、S.II、H.HONMA、湯沢河童
- プロデュース：青山英治、小林雅樹

## 評価
ゲーム誌『ファミコン通信』の「クロスレビュー」では、9・7・8・7の合計31点（満40点）でシルバー殿堂入りを獲得、『ファミリーコンピュータMagazine』の読者投票による「ゲーム通信簿」での評価は以下の通りとなっており、22.00点（満30点）となっている。この得点はスーパーファミコン全ソフトの中で77位（323本中、1993年時点）となっている。また、同雑誌1993年8月情報号特別付録の「スーパーファミコンオールカタログ'93」では、「従来のRPGと異なり、街や村にひそむボスを倒すとレベルアップする、など今までにないシステムが満載」と紹介されている。
| 項目 | キャラクタ | 音楽 | 操作性 | 熱中度 | お買得度 | オリジナリティ | 総合  |
| 得点 | 3.91       | 3.84 | 3.44   | 3.62   | 3.40     | 3.79           | 22.00 |

ゲーム誌『Theスーパーファミコン』の「ザ・テストプレイ」では総合評価74点（100点満点、各種ポイントの評価は以下の通り）。レビュアーは見た目やプレイ感覚がネクロスの要塞のようなのが良く、特性を持ったパーティを使い分けるのが素晴らしく同様のシステムは今までもあったがきちんと活かされているのは皆無だったのではないかとし、メルドによってキャラの能力が変わるのが面白く、アイテム数が多くプレイするたびに違った成長方法が可能で嬉しい、だが独特のシステムは面白さに繋がってるか疑問があり経験値を稼いでレベルアップするシステムがなく通常戦闘ではレベルアップできずよくない意味でハマってしまったり自分の強さに自信が持てなくなる、オートバトルについて遊びやすく面白いとした者と新しいアイデアは多いが慣れないうちはやや戸惑うとした者がおり、デモでメッセージスキップできないところまでネクロスのようである、戦闘に時間がかかる、アイテム名がちょっと寂しいとした。
| 項目   | グラフィックス | サウンド | ハマリ度 | ゲームバランス | お買い得度 |
| スコア | ★★★★           | ★★★★     | ★★★      | ★★★            | ★★★★       |

## 関連商品
- 『エルファリア百科』（公式ガイドブック）
- 『エルファリア組曲』（サウンドトラック）
作曲：三枝成彰、プログラミング：徳永暁人、鈴木大、品番：FHCF-2093
発売元：ファンハウス（現：ソニー・ミュージックレーベルズ）
- 『エルファリアII ザ・クエスト・オブ・ザ・メルド』（SFCソフト）